# Anders Aukland
Anders Aukland (Tønsberg, 12 settembre 1972) è un fondista ed ex mezzofondista norvegese, vincitore di medaglie d'oro nello sci di fondo sia ai Giochi olimpici invernali sia ai Mondiali.
È fratello di Jørgen, a sua volta fondista di alto livello.

## Biografia

### Carriera atletica
Agli inizi della sua carriera agonistica Aukland si dedicò all'atletica leggera, disputando gare di mezzofondo, di duathlon e di corsa campestre. Si laureò campione nazionale sui 5.000 (1995) e 10.000 metri (1996 e 1997).

### Carriera sciistica

#### Stagioni 1993-1999
In Coppa del Mondo ha ottenuto il primo risultato di rilievo il 13 marzo 1993 nella 50 km a tecnica classica di Oslo (22º). Fino alla stagione 1998-1999 ha partecipato solo saltuariamente a tappe di Coppa del Mondo, gareggiando prevalentemente in Coppa Continentale e in gare FIS.

#### Stagioni 2000-2007
Dalla stagione 1999-2000 è entrato stabilmente nel circuito di Coppa del Mondo; ha ottenuto il primo podio il 26 novembre 2000 nella staffetta di Beitostølen (3º) e la prima vittoria il 24 novembre 2001 nella 15 km a tecnica classica di Kuopio.
In carriera ha preso parte a due edizioni dei Giochi olimpici invernali, Salt Lake City 2002 (4º nella 15 km, 7º nella 50 km, 7º nell'inseguimento, 1º nella staffetta) e Torino 2006 (20º nella 15 km, 28º nell'inseguimento) e a quattro dei Campionati mondiali, vincendo tre medaglie.
Quando, il 7 marzo 2004, Aukland ha vinto la Vasaloppet è diventato il secondo norvegese della storia a imporsi nella classica svedese, trentatré anni dopo Ole Ellefsæter, che aveva vinto nel 1971. Il fratello di Anders, Jørgen, arrivò terzo

#### Stagioni 2008-2011
Dalla stagione 2007-2008 si è dedicato prevalentemente alla Marathon Cup, gareggiando solo sporadicamente in Coppa del Mondo. Si è aggiudicato il trofeo delle classiche di lunga distanza nel 2008 e si è piazzato 2º nel 2012 e 3º nel 2013.

### Altre attività
Aukland ha preso parte anche a corse con i cani da slitta, vincendo titoli nazionali nella disciplina.

## Palmarès

### Atletica leggera

#### Campionati norvegesi
- 3 ori (5.000 m nel 1995; 10.000 m 1996; 10.000 m 1997)[senza fonte]
- Vincitore del Campionato norvegese di duathlon 2005[senza fonte]

### Sci di fondo

#### Olimpiadi
- 1 medaglia:
  - 1 oro (staffetta a Salt Lake City 2002)

#### Mondiali
- 3 medaglie:
  - 1 oro (staffetta a Val di Fiemme 2003)
  - 2 argenti (30 km a Val di Fiemme 2003; 50 km a Oberstdorf 2005)

#### Coppa del Mondo
- Miglior piazzamento in classifica generale: 3º nel 2002
- 19 podi (13 individuali, 6 a squadre[2]):
  - 9 vittorie (5 individuali, 4 a squadre)
  - 7 secondi posti (6 individuali, 1 a squadre)
  - 3 terzi posti (2 individuali, 1 a squadre)

##### Coppa del Mondo - vittorie
| Data             | Luogo                | Paese     | Disciplina                                                       |
| ---------------- | -------------------- | --------- | ---------------------------------------------------------------- |
| 24 novembre 2001 | Kuopio               | Finlandia | 15 km TC                                                         |
| 8 dicembre 2001  | Cogne                | Italia    | 10 km TC                                                         |
| 8 gennaio 2002   | Val di Fiemme        | Italia    | 30 km TC MS                                                      |
| 10 marzo 2002    | Falun                | Svezia    | 4x10 km (con Frode Estil, Kristen Skjeldal e Thomas Alsgaard)    |
| 8 dicembre 2002  | Davos                | Svizzera  | 4x10 km (con Tore Bjonviken, Tor-Arne Hetland e Thomas Alsgaard) |
| 19 gennaio 2003  | Nové Město na Moravě | Rep. Ceca | 4x10 km (con Frode Estil, Tore Ruud Hofstad e Thomas Alsgaard)   |
| 28 novembre 2003 | Kuusamo              | Finlandia | 15 km TC                                                         |
| 14 dicembre 2003 | Davos                | Svizzera  | 4x10 km (con Frode Estil, Kristen Skjeldal e Tor-Arne Hetland)   |
| 25 gennaio 2004  | Val di Fiemme        | Italia    | 70 km TC MS                                                      |

Legenda:

MS = partenza in linea

TC = tecnica classica

TL = tecnica libera

#### Marathon Cup
- Vincitore della Marathon Cup nel 2008
- 16 podi:
  - 9 vittorie
  - 5 secondi posti
  - 2 terzi posti

##### Marathon Cup - vittorie
| Data             | Gara               | Luogo         | Paese     | Distanza    |
| ---------------- | ------------------ | ------------- | --------- | ----------- |
| 7 marzo 2004     | Vasaloppet         | Mora          | Svezia    | 90 km TC MS |
| 18 marzo 2006    | Birkebeinerrennet  | Lillehammer   | Norvegia  | 54 km TC MS |
| 13 gennaio 2008  | Jizerská padesátka | Monti Iser    | Rep. Ceca | 50 km TC MS |
| 28 gennaio 2008  | Marcialonga        | Val di Fiemme | Italia    | 70 km TC MS |
| 21 febbraio 2010 | Tartu maraton      | Otepää        | Estonia   | 63 km TC MS |
| 20 marzo 2010    | Birkebeinerrennet  | Lillehammer   | Norvegia  | 54 km TC MS |
| 9 gennaio 2011   | Jizerská padesátka | Monti Iser    | Rep. Ceca | 50 km TC MS |
| 17 marzo 2012    | Birkebeinerrennet  | Lillehammer   | Norvegia  | 54 km TC MS |
| 13 gennaio 2013  | Jizerská padesátka | Monti Iser    | Rep. Ceca | 50 km TC MS |

Legenda:

MS = partenza in linea

TC = tecnica classica

TL = tecnica libera